# 나가와정
나가와정(일본어: 長和町)은 일본 나가노현 중동부에 있는 지사가타군의 정이다.

## 인접하는 자치체
- 우에다시, 마쓰모토시, 스와시, 지노시
- 스와군 시모스와정, 기타사쿠군 다테시나정

## 역사
- 1871년 11월 - 시나노국 지사가타군 다이몬촌·나가쿠보후루정·나가쿠보신정·와다촌이 폐번치현으로 나가노현에 속하게 되었다.
- 1956년 9월 30일 - 지사가타군 나가쿠보후루정·나가쿠보신정·다이몬촌이 합병해 나가토정이 성립하였다.
- 2005년 10월 1일 - 지사가타군 나가토정과 와다촌이 합병해 나가와정이 성립하였다.

## 인구
| 연도 | 인구   | ±%     |
| ---- | ------ | ------ |
| 1940 | 9,658  | —      |
| 1950 | 12,054 | +24.8% |
| 1960 | 10,854 | −10.0% |
| 1970 | 8,791  | −19.0% |
| 1980 | 8,185  | −6.9%  |
| 1990 | 7,984  | −2.5%  |
| 2000 | 7,807  | −2.2%  |
| 2010 | 6,782  | −13.1% |

## 교통

### 도로
- 국도 142호선
- 국도 152호선
- 국도 254호선